# Miss Aruba

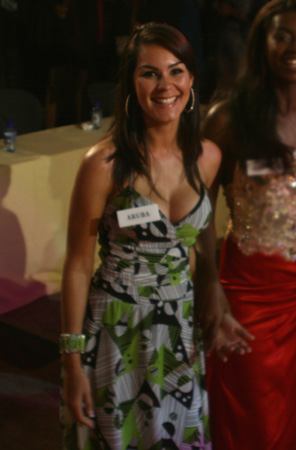
Christina Trejo, Miss Aruba 2008.

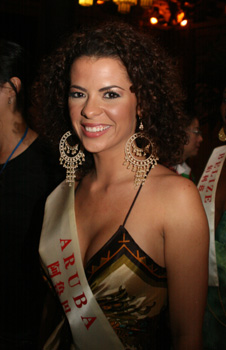
Boyura Martini, Miss Aruba 2007.

Miss Aruba è un concorso di bellezza che si tiene annualmente in Aruba sin dal 1964. Dal concorso vengono selezionate le rappresentanti per i concorsi internazionali come  Miss Universo, Miss Mondo e Miss International.

## Albo d'oro

### Rappresentanti per Miss Universo
| Anno | Concorrente                      | Piazzamento     |
| ---- | -------------------------------- | --------------- |
| 1964 | Lidia Lidwina Henriquez          |                 |
| 1965 | Dorinda Croes                    |                 |
| 1966 | Sandra Fang                      |                 |
| 1967 | Ivonne Maduro                    |                 |
| 1968 | Sandra Croes                     |                 |
| 1969 | Jeanette Geerman                 |                 |
| 1970 | Linda Annette Richmon            |                 |
| 1971 | Vicenta Vallita Maduro           |                 |
| 1972 | Ivonne Dirksz                    |                 |
| 1973 | Monica Ethline Oduber            |                 |
| 1974 | Maureen Ava Vieira               | 5ª classificata |
| 1975 | Martica Pamela Brown             |                 |
| 1976 | Cynthia Marlene Bruin            |                 |
| 1977 | Margaret Eldrid Oduber           |                 |
| 1978 | Margarita Marieta Tromp          |                 |
| 1979 | Lugina Liliana Margareta Vilchez |                 |
| 1980 | Magaly Celestina Maduro          |                 |
| 1981 | Synia Reyes                      |                 |
| 1982 | Noriza Antonio Helder            |                 |
| 1983 | Milva Evertz                     |                 |
| 1984 | Jacqueline Deborah van Putten    |                 |
| 1986 | Mildred Jacqueline Semeleer      |                 |
| 1989 | Karina Felix                     |                 |
| 1990 | Gwendolyne Charlotte Kwidama     |                 |
| 1992 | Yerusha Rasmijn                  |                 |
| 1993 | Dyane Escalona                   |                 |
| 1994 | Alexandra Ochoa Hincapie         |                 |
| 1995 | Marie-Denise Herrlein            |                 |
| 1996 | Taryn Scheryl Mansell            | 2ª classificata |
| 1997 | Karen-Ann Peterson               |                 |
| 1998 | Wendy Lacle                      |                 |
| 1999 | Irina Croes                      |                 |
| 2000 | Tamara Scaroni                   |                 |
| 2001 | Denise Balinge                   |                 |
| 2002 | Deyanira Ludwina Frank           |                 |
| 2003 | Malayka Rasmijn                  |                 |
| 2004 | Zizi Lee                         |                 |
| 2005 | Luisana Cicilia                  |                 |
| 2006 | Melissa Vanessa Laclé            |                 |
| 2007 | Carolina Raven                   |                 |
| 2008 | Tracey Nicolaas                  |                 |
| 2009 | Dianne Croes                     |                 |
| 2010 | Priscilla Lee                    |                 |
| 2011 | Gillain Berry                    |                 |
| 2012 | Liza Helder                      |                 |
| 2013 | Stefanie Evangelista             |                 |
| 2014 | Digene Zimmerman                 |                 |
| 2015 | Alysha Boekhoudt                 |                 |
| 2016 | Charlene Leslie                  |                 |
| 2017 | Alina Mansur                     |                 |
| 2018 | Kimberly Julsing                 |                 |
| 2019 | Danna Garcia                     |                 |
| 2020 | Helen Hernandez                  |                 |
| 2021 | Thessaly Zimmerman               |                 |
| 2022 | Kiara Arends                     |                 |

## Rappresentanti per Miss Mondo
| Anno | Concorrente                      | Piazzamento     |
| ---- | -------------------------------- | --------------- |
| 1964 | Regina Croes                     | -               |
| 1966 | Reina Patricia Hernandez         |                 |
| 1972 | Sandra Werleman                  |                 |
| 1973 | Edwina Diaz                      |                 |
| 1974 | Esther Angeli Luisa Marugg       |                 |
| 1975 | Cynthia Marlene Bruin            |                 |
| 1976 | Maureen Wever                    |                 |
| 1977 | Helene Marie Croes               |                 |
| 1978 | Rose Anne Marie Lejuez           |                 |
| 1979 | Vianca Maria Magdalena van Hoek  |                 |
| 1980 | Ethline Ambrosia Dekker          |                 |
| 1981 | Gerarda Hendrine Jantiene Reopel |                 |
| 1982 | Noriza Antonia Helder            |                 |
| 1983 | Audrey Bruges                    |                 |
| 1984 | Margaret Jane Bislick            |                 |
| 1985 | Jacqueline Deborah van Putten    |                 |
| 1989 | Delailah Odor-Wever              |                 |
| 1990 | Gwendolyne Charlotte Kwidama     | Top 10          |
| 1991 | Sandra Croes                     |                 |
| 1992 | Solange Noelle Nicolaas          |                 |
| 1993 | Christina van der Berg           |                 |
| 1995 | Tessa Pieterz                    |                 |
| 1996 | Afranina Henriques               | Top 10          |
| 1997 | Michella Laclé Croes             |                 |
| 1998 | Judelca Shahira Briceno          |                 |
| 1999 | Cindy Vanessa Cam Lin Martinus   |                 |
| 2000 | Monique Angelique van der Horn   |                 |
| 2001 | Zizi Lee                         | 2ª classificata |
| 2002 | Rachelle Oduber                  | Top 20          |
| 2003 | Nathalie Biermans                |                 |
| 2004 | Luisana Nikualy Cicilia          |                 |
| 2005 | Sarah Carolina Juddan            |                 |
| 2006 | Shanandoa Wijshijer              |                 |
| 2007 | Boyoura Martijn                  |                 |
| 2008 | Christina Trejo                  |                 |
| 2009 | Nuraysa Lispier                  |                 |
| 2010 | Kimberly del Valle Kuiperi       |                 |
| 2011 | Gillain Berry                    |                 |
| 2012 | Lucianette Verhoeks              |                 |
| 2013 | Larisa Leeuwe                    | Top 20          |
| 2014 | Joitza Henriquez                 |                 |
| 2015 | Nicole Van Tellingen             |                 |
| 2016 | Lynette do Nascimento            |                 |

## Rappresentanti per Miss International
| Anno | Concorrente                    | Piazzamento     |
| ---- | ------------------------------ | --------------- |
| 1994 | Alexandra Ochoa Hincapié       | 2ª classificata |
| 1995 | Yolanda Janssen                |                 |
| 1996 | Julisa Marie Lampe             |                 |
| 1997 | Louisette Mariela Vlinder      |                 |
| 1998 | Anushka Sheritsa Lew Jen Tai   |                 |
| 1999 | Cindy Vanessa Cam Lin Martinus |                 |
| 2000 | Carolina Albertsz              |                 |
| 2001 | Daphne Dione Croes             | Semifinalista   |
| 2002 | Jerianne Tiel                  |                 |
| 2003 | Falon Juliana Lopez            |                 |
| 2004 | Ysaura Giel                    |                 |
| 2005 | Gita van Bochove               |                 |
| 2006 | Luizanne "Zenny" Donata        |                 |
| 2007 | Jonella Oduber                 |                 |
| 2008 | Nuraysa Lispier                |                 |
| 2009 | Christina Trejo                |                 |
| 2010 | Ivana Werleman                 |                 |
| 2011 | Vivian Chow                    |                 |
| 2013 | Erialda Josaine Croes          |                 |
| 2014 | Chimay Damiany Ramos           |                 |
| 2015 | Laura Marcela Ruiz             |                 |
| 2016 | Tania Nunes                    |                 |

## Rappresentanti per Miss Terra
| Anno | Concorrente            | Piazzamento |
| ---- | ---------------------- | ----------- |
| 2008 | Boyoura Martijn        |             |
| 2011 | Melissa Lacle          |             |
| 2015 | Kimberly Zsa Zsa Wever |             |